# Armazi
Armazi (em georgiano: არმაზი) é uma localidade na Geórgia, quatro quilômetros a sudoeste de Misqueta e 22 quilômetros a noroeste de Tiblíssi. Foi a primeira capital do Reino da Ibéria antes de ser suplantada por Misqueta. Como a eventual transferência da capital política para Misqueta, Armazi continuou a servir como cidade sagrada e necrópole. Manteve sua relevância regional até o século V, quando o mefe Vactangue I (r. 447–522) transferiu a capital real para Tiblíssi. Com a eventual abolição da monarquia ibérica pelo xainxá Cosroes I (r. 531–579) e a nomeação de governadores (marzobã) em Tiblíssi, Armazi seria governada por um governador local até sua eventual destruição em 736. 

## Nome
Acredita-se que o nome de Armazi possa ter derivado de Aúra-Masda, o principal deus do panteão iraniano e divindade suprema do zoroastrismo, que como Armazi foi o principal deus do panteão do Reino da Ibéria. Seu nome foi registrado como Armózica (Αρμοζίκη, Armozíkḗ) por Estrabão e Armástica (Αρμαστίκα, Armastíka) por Ptolemeu, que refletem o nome georgiano Armaz-tsiχe, "fortaleza de Armazi". Plínio, o Velho referiu-se a ela como Harmasto (Harmastus), enquanto Dião Cássio a mencionou apenas como Acrópole (Ακρόπολις, Akrópolis).

## História
Armazi localiza-se na confluência do Metequevari (Cura) com o Araguevi e controlava importantes rotas comerciais. Nessa posição, tinha acesso facilitado ao passo de Darial ou Portão dos Alanos, a estrada principal sobre o Cáucaso através da qual citas e cimérios invadiram o Oriente Médio. Foi a primeira capital do Reino da Ibéria antes de ser suplantada por Misqueta. Como a eventual transferência da capital política para Misqueta, Armazi continuou a servir como cidade sagrada e necrópole. No século V, o mefe Vactangue I (r. 447–522) transferiu a capital para Tiblíssi, o que diminuiu ainda mais a posição de Armazi. No reinado do xainxá Cosroes I (r. 531–579), a monarquia ibérica foi abolida e os iranianos instalaram um governador (marzobã) em Tiblíssi. Armazi seria governada por um governante de castelo desde então e sabe-se a partir das fontes que o titular dessa posição em 545 era certo Bestã. Armazi foi destruída e arrasada em 736 pelo general omíada chamado em georgiano Murvã [= Maruane] Cru.

## Arqueologia
A Academia Georgiana de Ciências em Tiblíssi realizou extensas escavações em Armazi e suas proximidades. Elas revelaram elaboradas termas de estilo romano em Armazis-Quevi, formado por seu apoditério, frigidário, caldário e tepidário; o palácio real, onde foram localizadas joias e móveis de madeira revestidos de prata e bronze; e a necrópole dos vitaxas de Gogarena, na qual foram descobertas joias e outros objetos valiosos. Dos vestígios religiosos conhecidos do sítio estão tigelas de prata do século II representando um cavalo em pé diante de um altar de fogo mitraico e em alguns deles há inscrições em iraniano médio. A Vida de Santa Nina, a hagiografia da santa responsável por levar o cristianismo para Armazi por volta de 330, relata que havia vários ídolos pagãos na cidade em seu tempo, sendo o mais relevante deles o do deus Armazi. Em Armazi também foram descobertas inscrições, sendo a mais relevantes delas a inscrição bilíngue em grego e iraniano médio na lápide da nobre Serapitis, cuja versão iraniana média foi registrada numa forma incomum de aramaico. Outra inscrição, chamada estela de Vespasiano, registra a restauração das fortificações de Armazi pelo imperador Vespasiano (r. 69–79).
Armazi tinha duas grandes cidadelas. Uma ficava no moderno monte Baguineti, ao sul do Cura; e a outra em Seusamora, a moderna Tsitsamuri, ao norte do rio e controlava a estrada em direção ao Monte Casbeque. A cidadela de Baguineti data do Período Aquemênida (Armazi I) e é referida pelos clássicos como Acrópole Ibérica. Ela é formada por uma base de blocos maciços encimada por tijolos de barro. Possui uma espécie de apadana, um salão de seis colunas com um telhado de azulejos. Armazi II data do Período Selêucida e do início do Período Arsácida e tem um templo com um abside. Armazi III data do período mais próspero do Reino da Ibéria (c. 50–300), quando a realeza ibérica era aliada do Império Romano. Os edifícios de Armazi III são construídos com blocos de pedra unidos com argamassa de cal e grampos de metal. Armazi III foi capturado por Pompeu em 65 a.C. após uma série de combates contra o rei Artoces (r. 78–64 a.C.). Uma estrutura em ruínas chamada "ponte de Pompeu" ainda está de pé, abrangendo parte do Cura perto da principal linha ferroviária Tiblíssi-Gori. Como em Urartu, a cidade de Armazi incluía uma cidade baixa com alojamentos para comerciantes estrangeiros. No início da era cristã, a Ibéria tinha inúmeras cidades e fazendas. Casas, mercados e edifícios públicos eram construídos por seus próprios arquitetos e engenheiros da corte enviados do Império Romano.